# Les Secrets de l'invisible
Pour plus de détails, voir Fiche technique et Distribution.
Les Secrets de l'invisible (titre original : The Unseen) est un film américain d'horreur réalisé par Danny Steinmann sous le pseudonyme de Peter Foleg,. Le film est interprété notamment par Barbara Bach, Sydney Lassick, un des acteurs de Vol au-dessus d'un nid de coucou, et Lelia Goldoni, l'actrice principale de Shadows. Kim Henkel, le scénariste de Massacre à la tronçonneuse, a participé à son écriture. Les Secrets de l'invisible est d'abord sorti au Japon en septembre 1980, puis aux États-Unis en septembre 1981 et en France le 2 juin 1982,.

## Synopsis
Jennifer est une journaliste indépendante qui se déplace au gré des événements qu'elle doit couvrir. Cette fois-ci accompagnée par deux amies, Karen et Vicki, elle se retrouve bloquée dans une ville où tous les hôtels sont complets. Un notable local, quelque peu louche mais sympathique, lui propose de prendre une chambre dans la grande ferme où il habite avec sa timide femme, Virginia. Toutefois, il semble rapidement évident qu'ils ne sont pas seuls dans cette ferme isolée…

## Fiche technique
- Titre : Les Secrets de l'invisible
- Titre original : The Unseen
- Réalisation : Danny Steinmann
- Scénario : Michael L. Grace
- Production : Anthony B. Unger, Howard Goldfarb, Don Behrns
- Musique : Michael J. Lewis
- Photographie : Roberto A. Quezada (en)
- Montage : Jonathon Braun
- Décors : Dena Roth, Maria Caso
- Pays d'origine : États-Unis
- Langue : anglais
- Genre : Horreur, Thriller
- Durée : 80 minutes
- Date de sortie :
  -  Japon : septembre 1980
  -  Danemark : 12 septembre 1980
  -  Australie : 7 août 1981
  -  États-Unis : septembre 1981
  -  Turquie : 9 novembre 1981
  -  France : 2 juin 1982
  -  Portugal : 3 avril 1987

## Distribution
- Stephen Furst : 'Junior' Keller (The Unseen)
- Barbara Bach : Jennifer Fast
- Karen Lamm (en) : Karen Fast
- Sydney Lassick : Ernest Keller
- Lelia Goldoni : Virginia Keller
- Douglas Barr : Tony Ross

## Distinctions
Nominations
- Saturn Award 1982 :
  - Saturn Award du meilleur film à petit budget

## Accueil critique
Dans son compte rendu du Festival international du film fantastique et de science-fiction de Paris de 1982 pour Positif, Alain Garsault affirme que Les Secrets de l'invisible se distingue de la plupart des autres films sélectionnés « par une volonté d'asseoir le récit sur une vraisemblance et de ne pas tout sacrifier à l'horreur ». Selon lui, le film « révèle un grand soin dans le décor, la photo, la montée progressive de l'horreur. Les personnages sont mieux définis qu'à l'ordinaire, à commencer par le monstre, produit par l'inceste, ce qui lui donne un peu de portée mythique. Et ils sont bien incarnés, la mère, par Lelia Goldoni, la victime [...] par Barbara Bach. »
Plus sévère, le critique de La Revue du cinéma (Image et son) regrette le manque d'originalité du film : « la vision de ce petit thriller horrifique n'apportera sans doute pas grand chose  aux amateurs du genre ». Toutefois, il relève « une photo plutôt soignée et un choix adéquat pour l'interprétation avec en particulier la présence de Sydney Lassick ».
En 1986, Jim Morton du fanzine Trashola et le musicien Boyd Rice mentionnent Les Secrets de l'invisible dans la liste de leurs films favoris qu'ils publient dans le numéro de la revue RE/Search titré Incredibly Strange Films.